# رازوان فلورئا
رازوان فلورئا (به انگلیسی: Răzvan Florea) (زادهٔ ۲۹ سپتامبر ۱۹۸۰) شناگر اهل رومانی است.